# La Flamenca
La Flamenca es una finca del término municipal español de Aranjuez.

## Descripción
Ubicada a unos 40 metros por encima del nivel del Tajo, por el lado este limitaba por el arroyo de las Salinas, por el sur con el término de Ocaña y por el oeste por el arroyo de la Cavina. Su nombre se debería según Cándido López y Malta a que las tierras se dispusieron para el «cultivo al estilo de Flandes», tras una real orden de 23 de septiembre de 1775 emitida por parte del rey Carlos III, que adecuó los terrenos.
La finca llegó a ser ocupada por la segunda sección de la Real Yeguada, pero su transformación completa tuvo lugar en 1856 cuando se instaló en ella la Escuela Central de Agricultura, a la que se concedió todo el edificio, con las obras de adaptación siendo llevadas a cabo por Francisco Jareño e inauguradas el 28 de septiembre de 1856. La escuela abandonó la finca en septiembre de 1863, rumbo a otro edificio en el centro de Aranjuez. En 1868 López y Malta la describía ya como cuartel.
En el siglo XXI, propiedad de Manuel Falcó y Anchorena, duque de Fernán Núñez, era un coto privado de caza, frecuentado al parecer por la jet set. La superficie total es de unas 4000 hectáreas.